# ألان جي. مارشال
ألان جي. مارشال (بالإنجليزية: Alan G. Marshall)‏ هو كيميائي أمريكي، ولد في 1944 في بلوفتن في الولايات المتحدة.